# 广西瘤䗛
广西瘤䗛（学名：Orestes guangxiensis）也称广西异瘤䗛、广西瘤竹节虫，一种分布于中华人民共和国华南地区的昆虫，隶属于异翅䗛科异瘤䗛属。模式产地为广西隆安县龙虎山。
本种在2023年被收录入《有重要生态、科学、社会价值的陆生野生动物名录》。

## 分类变动
本种被发现是被归入瘤䗛属（Datames），2008年被归入异瘤䗛属。
2000年曾在香港发现的新种香港瘤䗛（Pylaemenes hongkongensis）被认为是本种的次定同物异名。

## 形态特征
正模标本为成年雌性，体长46毫米。身体呈黑褐色，通体具瘤状颗粒，无刺。腹部每节背板中部具有“X”形隆起。